# هابكيت
هابكيت (بالإنجليزية: Hapkeite) : معدن نيزكي تم اكتشافه في نيسان 2001 في موقع ظفار 280 (الذي نشأ من اصدام نيزك بالارض يعتقد بان اصله من القمر) في سلطنة عمان التي تقع في الجنوب الشرقي لشبه الجزيرة العربية .

## سبب التسمية
تم تسمية هذا المعدن بهذا الاسم نسبة للعالم الأمريكي الذي اكتشفه وهو بروس هابك Bruce Hapke .

## الخصائص
يتكون الهابكيت من السليكون والحديد وبالصيغة الكيميائية (Fe2Si) ونظرا لهذه النسبة من ذرات الحديد إلى ذرات السيلكون فان الهابكيت يتواجد معتماً وذو تركيب بلوري مجهري متماثل (مكعب) وبلون ما بين المائل للصفرة إلى الفضي.
الكتلة الجزيئية للهابكيت تساوي 93.65 جرام، وكثافته تقدر ب 6.83 غم/سم3 إضافة الا انه يحتوي على نسب بسيطة جدا من الكروم والنيكل والفسفور.
```
ويعتبر هذا المعدن الجديد من المعادن التي تظهر تفسر التشكل بوساطة التأثر المستحث والترسيب في حالة البخار للتربة القمرية.
[
6
]
```

## اقرأ ايضاً
1- النيزك
2- جيولوجيا القمر
3- المعادن